# Нормандия-Неман
„Нормандия-Неман“ (на френски: Normandie-Niémen; на руски: Нормандия-Неман) е френско авиационно съединение, воювало на Източния фронт през Втората световна война срещу силите на Оста.
Участва също в Първата индокитайска война, Алжирската война, френската операция Тюркоаз в Руанда и Войната в Босна и Херцеговина.

## Създаване
В края на 1941 г. бившият военновъздушен аташе на Франция в Москва, полковник Люге, който е преминал към силите на Свободна Франция, се среща с капитан Мирлес от „Свободните френски въздушни сили“ (FAFL) и двамата изготвят доклад до командващия FAFL генерал М. Вален, в който се съобщава, че СССР разполага с огромни резерви за водене на война, и че съветската страна е приятелски настроена към силите на „Свободна Франция“. Ген. Вален от своя страна препраща доклада до командващия силите на Свободна Франция ген. Ш. дьо Гол с предложението в СССР да бъде изпратена една изтребителна авиогрупа. Преговорите със Съветския съюз започват през февруари 1942 г., но възникват известни спънки от страна на Великобритания, която не харесва идеята за изпращането на френска бойна част при руснаците. В крайна сметка французите надделяват и на 26 ноември 1942 г., след дълги преговори, в Москва е подписан окончателния вариант на споразумението за изпращането на френската авиогрупа.
Официалната дата на създаването ѝ е 1 септември 1942 г., но реално формирането на групата започва още в началото на лятото на същата година. Тя се формира в Раяк (Ливан), като в нея се включват доброволци от френските летци намиращи се във Великобритания и Близкия изток. Основните фигури, които осъществяват организирането на новата бойна част са майорите Ж. Пуликен (Pouliquen) и Ж. Тюлан (Tulasne), и капитан А. Литолф (Littolff). За командир е назначен Ж. Пуликен, който дава името на авиогрупата — „Нормандия“ (GC „Normandie“; GC на френски: Groupe de Chasse — Изтребителна авиогрупа). Новосформираното съединение, състоящо се от 14 пилоти и 41 авиотехници пристига на летище Иваново край Москва на 2 декември 1942 г.

## На Източния фронт
Първоначално групата, получила статут на ескадрила, е зачислена към 6-а ЗАБ (Запасна авиобригада), където се провежда приучването на французите към съветската бойна техника — те учат руски език и летят на съветски самолети — първоначално У-2 и Як-7, накрая на изтребителя Як-1, с който ще бъде въоръжена бойната част. На 21 март 1943 г., ескадрила „Нормандия“ е призната за боеготова и е взето решение за изпращането ѝ на фронта. Междувременно на 22 февруари 1943 г. командир на ескадрилата става Ж. Тюлан, заменяйки Ж. Пуликен, който е назначен за военен аташе в Москва.

### Първа кампания: март 1943 г. – ноември 1943 г.
На 22 март 1943 г. ескадрила „Нормандия“ е пребазирана край Калуга и е предадена в подчинение на командването на 204-та бомбардировъчна авиодивизия от 1-ва ВА (Въздушна армия). Първите бойни полети са извършени в началото на април и се състоят в изтребително прикритие и съпровождане на съветските бомбардировачи Пе-2. Първите победи са на 5 април, когато лейтенантите Пресиози и Дюран свалят два Fw 190, а първите загуби на 13 април — тогава загиват старши лейтенант Бизиен и лейтенантите Дервил и Познански.
Тези първи боеве изваждат наяве някои от недостатъците на френските пилоти. Въпреки че са много по-опитни от съветските, те са обучавани на самостоятелни действия, на въздушни единоборства, в които всеки разчита сам на себе си и не взаимодейства с групата като прикрива или бъде прикриван от другарите си. Освен това лошото владеене на руски език пречи или изобщо възпрепятства взаимодействието и с руските бомбардировачи и по този начин се нарушава организацията на боя, което води до големи загуби. По тези причини авиоескадрила „Нормандия“ е прехвърлена в състава на 303-та ИАД (Изтребителна авиодивизия) под командването на ген. Г. Захаров
Към 7 май в летателния състав на ескадрилата са останали 10 пилоти, но през юни пристига нова група френски летци, водени от майор П. Пуяд (Pouyade), като в същото време френският технически персонал е отзован и е подменен изключително със съветски. На 5 юли 1943 г. започва Битката при Курската дъга, в която на 12 юли се включва и „Нормандия“. В тези боеве на 17 юли загива командирът на ескадрилата Ж. Тюлан, а мястото му е заето от майор Пуяд. Следват действия в районите на Смоленск и Елня. След септември боевете по съветско-германския фронт затихват и на 6 ноември 1943 г. ескадрила „Нормандия“ е изтеглена в Тула за отдих и попълнения. Равносметката от този първи период на сражения е 72 потвърдени и девет възможни победи с цената на 21 убити, пленени или безследно изчезнали пилоти и четирима ранени. От първата група дошла от Раяк оцеляват само четирима.

### Втора кампания: май – декември 1944 г.
През декември 1943 г. в Тула пристигат още 52 пилоти и в периода януари-март Нормандия е преобразувана в авиополк с три ескадрили: Руан, Хавър и Шербур. На 25 май полкът, изцяло превъоръжен с Як-9, се връща на фронта, базирайки се на летище Дубровка между Смоленск и Витебск, отново в състава на 303-та ИАД. Авиополк „Нормандия“ участва активно в току-що започналата операция Багратион, в хода на която на 14 юли се пребазира на летище Микунтани (Полша), а на 29 юли — на летище Алитус край р. Неман. През целия август 1944 г. на земята и във въздуха се водят тежки боеве, довели до форсирането на р. Неман от Съветската армия и навлизането ѝ в Източна Прусия. Авиополк „Нормандия“, превъоръжен от 12 август с по-модерните Як-3, участва изключително активно в боевете, продължили до началото на септември. Следва кратък период на затишие, през който пилотите изпълняват задачи по т. нар. „свободен лов“, до 16 октомври, когато започва ново съветско настъпление (Гумбинен-Голдапската операция), характеризиращо се с изключително ожесточени сражения. Битките продължават до края на октомври, след което следва затишие, продължило до 13 януари 1945 г.
През този период се случват няколко важни събития за авиополк Нормандия. На 28 октомври завръщащият се във Франция майор Пуяд предава командването на полка на майор Л. Делфино (Delfino), а предишния ден 25 от най-отличилите се пилоти са наградени със съветски ордени. На 28 ноември на полка е присвоено почетното звание „Немански“ (Неман) за проявената храброст в боевете при форсирането на едноименната река, а двама пилоти — М. Албер (Albert) и Р. дьо ла Пуап (de la Poype) са отличени със званието Герой на Съветския съюз.

### Трета кампания: януари – май 1945 г.
На 13 януари 1945 г. войските на 3-ти Беларуски фронт, в чийто състав е 1 ВА, започват нова офанзива — т. нар. Източно-Пруска операция. Боевете са изключително ожесточени, тъй като съветските войски срещат яростната съпротива на немците, които вече защитават родината си. В началото на февруари на фронта срещу „Нормандия-Неман“ е немската изтребителна ескадра JG 54 „Grünherz“ (на немски: „Зелено сърце“), чиито пилоти са изключително опитни и скоро френския полк остава с едва 24 пилоти в строя, което налага разформироването на една ескадрила.
На 30 март полкът е награден с орден Червено знаме и от този момент фигурира в официалните съветски документи като 1-ви Отделен изтребителен авиационен Немански полк „Нормандия“. Последната въздушна победа за полка е постигната на 2 май от Ж. Анри. На 12 май френските летци получават нови съветски отличия, а още двама стават носители на званието Герой на Съветския съюз — Ж. Андре и М. Льофевр (посмъртно).
На 15 юни 1945 г. френските пилоти отлитат за Франция. Те летят с подарените на Франция по лично указание на Сталин изтребители Як-3, с които е въоръжен полкът към края на войната. След няколко междинни кацания, на 20 юни 1945 г. в 18:40 h, 40-те Як-3 кацат на летище Бурже край Париж, където са посрещнати изключително тържествено.
„Нормандия-Неман“ приключва участието си във Втората световна война с 5240 бойни задачи, 273 (268 по руски източници) потвърдени въздушни победи, 37 вероятни победи и 45 тежко повредени противникови машини. Това е постигнато с цената на 46 загинали и безследно изчезнали пилоти.

## След Втората световна война
Във Франция полкът е преименуван на SG III/5 „Normandie-Niémen“ и е базиран в Тусю льо Нобл, като е превъоръжен с изтребители NC 900 (немски Fw 190, произвеждани във Франция). През април 1947 г. авиогрупата е пребазирана в Рабат-Сале (Мароко), където преминава на de Havilland Mosquito FB.6. Малко по-късно, през ноември 1947 г., групата е преобозначена като SG II/6 и отново е превъоръжена — този път с американските изтребители P-63 Kingcobra.
През 1949 г. „Нормандия-Неман“ е прехвърлена в Индокитай заради избухналата Първа Индокитайска война и е превъоръжена с F6F Hellcat, като от 30 октомври започва да изпълнява бойни мисии от базата Тан Сон Нят край Сайгон. Това продължава до май 1951 г., когато след 4977 бойни полета с общ нальот от 6900 часа, авиогрупата е пребазирана в Оран, Алжир.
В Алжир „Нормандия-Неман“ отново е превъоръжена, първоначално с P-47 Thunderbolt, по-късно с реактивните SE.535 Mistral, а през 1960 г. — с Vautour IIN. Последното превъоръжаване е вече в хода на избухналата Алжирска война (1954 - 1962), в която авиогрупата (от 1953 г. Escadron de chasse 2/6 Normandie-Niémen) взема дейно участие от самото начало. Изпълнявани са най-различни по вид бойни задачи срещу алжирския Фронт за национално освобождение.
След края на войната, през март 1962 г., групата е базирана в Оранж, Франция, като Escadron de chasse 2/30 (EC 2/30), където през декември 1973 г. става първата френска ескадрила, превъоръжена с новите изтребители Mirage F1C. Ескадрилата активно участва в различни операции на Франция и НАТО, сред които френската операция „Тюркоаз“ в Руанда и войната в Босна и Херцеговина.
На 3 юли 2009 EC 1/30 „Normandie-Niemen“ официално е разформирована. Част от пилотите и знамето на полка се прехвърлят във военновъздушна база 112. Според някои източници има планове през 2011 - 2012 г. „Normandie-Niemen“ да бъде възродена с база Мон дьо Марсан и въоръжена с модерните Rafale.